# Saumane (Alpes-de-Haute-Provence)
Saumane ist eine französische Gemeinde mit 125 Einwohnern (Stand 1. Januar 2022) im Département Alpes-de-Haute-Provence in der Region Provence-Alpes-Côte d’Azur. Sie gehört zum Kanton Reillanne im Arrondissement Forcalquier.
Saumane grenzt im Osten an L’Hospitalet und Lardiers, im Süden an Banon und im Westen an La Rochegiron.

## Bevölkerungsentwicklung
| Jahr      | 1962 | 1968 | 1975 | 1982 | 1990 | 1999 | 2008 | 2016 |
| --------- | ---- | ---- | ---- | ---- | ---- | ---- | ---- | ---- |
| Einwohner | 77   | 74   | 63   | 60   | 80   | 83   | 106  | 115  |

## Sehenswürdigkeiten
- Taubenhaus, erbaut im 19. Jahrhundert
- Häuser aus dem 18./19. Jahrhundert

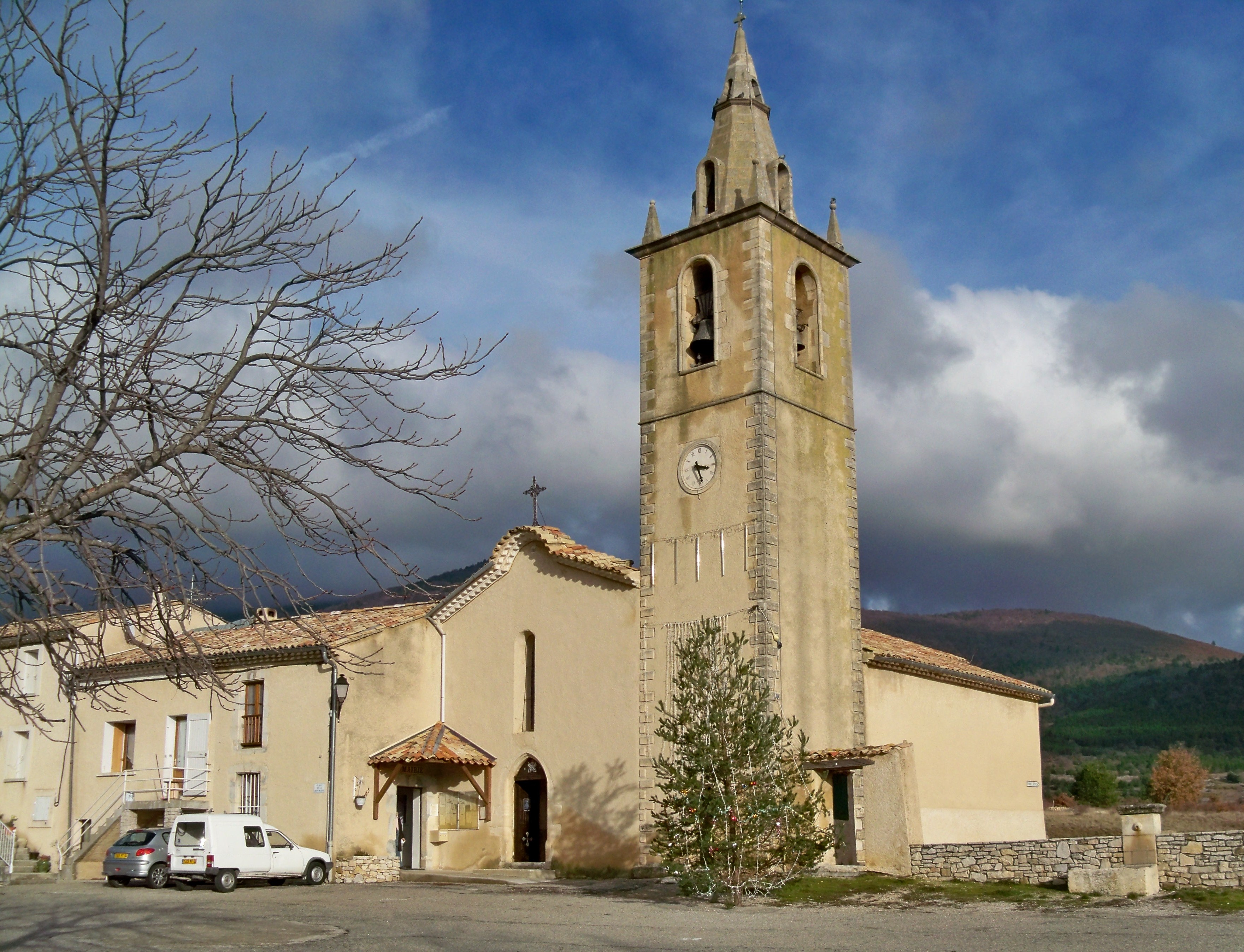
Kirche Saint-Pierre-ès-Liens
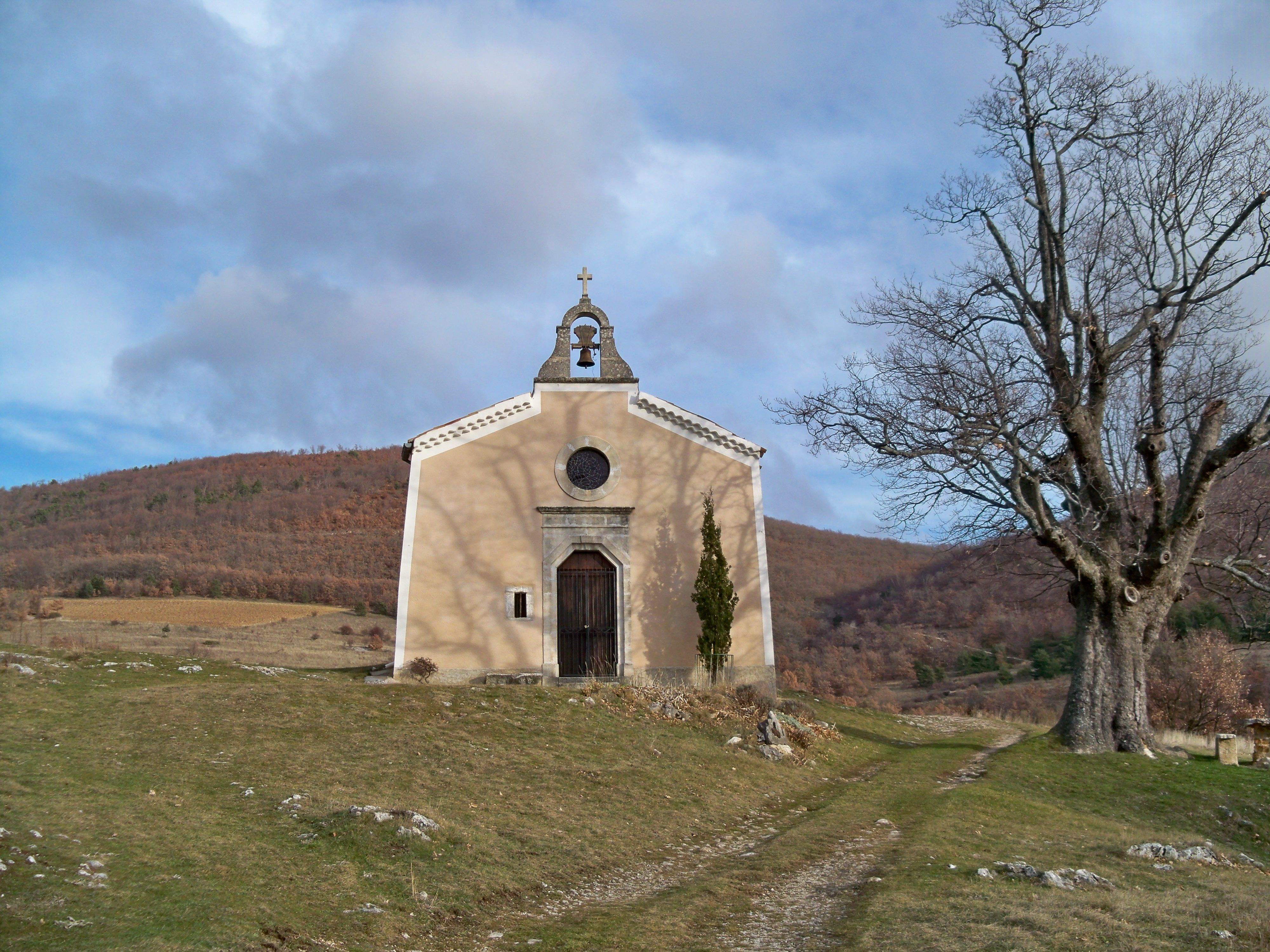
Kapelle Saint-Michel
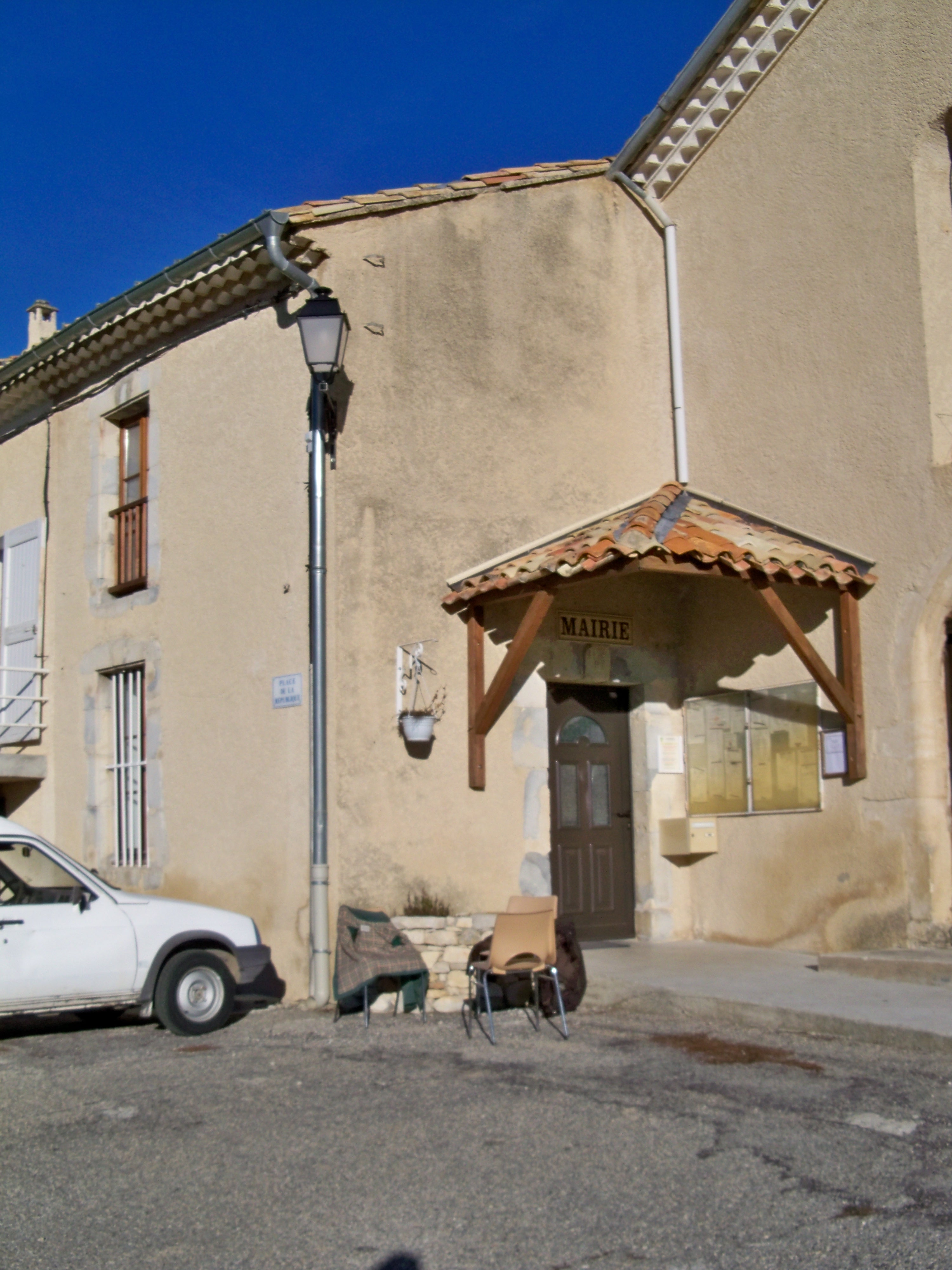
Mairie Saumane

- Kirche Saint-Pierre-ès-Liens
- Kapelle Saint-Michel
- Mairie Saumane